# Маршал Ниренберг
 Маршал Уорън Ниренберг (10 април 1927 – 15 януари 2010) е американски биохимик и генетик. Той споделя Нобелова награда за физиология или медицина през 1968 г. с Хар Гобинд Корана и Робърт У. Холи за „разгадаване на генетичния код“ и описание на начина, по който той работи в синтеза на протеините. През същата година, заедно с Хар Гобинд Корана, той получава наградата Луиза Грос Хорвиц от Колумбийския университет.
Член е на Националната академия на науките на САЩ (1967).

## Биография
Ниренберг е роден в Ню Йорк в еврейско семейство, преселници от Руската империя – Минерва Биковска и Хари Едуард Ниренберг, шивач на ризи. Той развива ревматична треска като момче, затова семейството се мести в Орландо, Флорида, за да се възползва от тамошния субтропичен климат. Тук баща му купува мандра и основава Конгрегация (община) на либералния юдаизъм. Маршал рано проявява интерес към биологията. През 1948 г. получава бакалавърска степен, а през 1952 г. – магистърска степен по зоология от Университета на Флорида в Гейнсвил. През 1957 г. Маршал става кандидат за биохимичните науки, дисертацията му е за поглъщането на хексозите от туморните клетки. Тази работа лежи в основата на първата му публикувана статия и става ръководна в по-нататъшните му изследвания след аспирантурата. От 1957 г. до 1962 г. работи в Националните институти по здравеопазване в Бетезда. През 1962 г. възглавява Отдела по биохимичнка генетика в Националния институт на сърцето (днес Национален институт за сърцето, белите дробове и кръвта), но през 1966 г. се връща в Националните институти по здравеопазване.
През 1961 г. се жени за химичката Перола Залцман (поч. 2001 г.), завършила университета в Рио де Жанейро, а през 2005 г. се жени за Мирна Вайсман, професор по епидемиология и психиатрия в Колумбийския университет и ръководител на катедрата по клинико-генетична епидемиология в Института по психиатрия на щата Ню Йорк.
Умира от рак на 15 януари 2010 г. в Ню Йорк след няколкомесечно боледуване.

## Научна дейност
През 1959 г. Ниренберг започва да изучава взаимодействията между Дезоксирибонуклеиновата киселина (ДНК) и Рибонуклеиновата киселина (РНК), а също производството на белтъци.

### Генетика, 1959 – 1962
Заедно със специално обучени генетици Ниренберг иска да разбере дали РНК е някаква химическа връзка или „пратеник“ между ДНК и протеините. Той обаче няма формален опит в молекулярната генетика. Посвещавал е само вечерни курсове по генетика за учени от Националния здравен институт, които се интересуват от интердисциплинарни изследвания.
През 1960 г. Ниренберг заедно с Дж. Хенрих Матеи (Heinrich J. Matthaei) започва изучаването на нуклеотидите. Продължавайки една от последните работи на швейцарския генетик Алфред Тиселиус, Ниренберг и Матеи решават да създадат така наречена „безклетъчна среда“, която би им позволила да се изясни как се осъществяват многостепенните механизми на РНК без да се вземат предвид нормалните биологични процеси в клетката, които биха могли да попречат на молекулярната активност. Като модел за изследванията е избрана пръчковидната бактерия Escherichia coli.
Ниренберг и Матеи извън бактерията създават синтетична молекула РНК и я експресират в бактерията E.coli. Те установяват, че тяхната синтетична РНК спомага фенилаланинът да се прикачи към края на растящата верига аминокиселини, действайки като прекурсор на протеини. Ниренберг и Матеи заключават, че следи от урацилa насърчават синтеза на фенилаланин. През август 1961 г. Ниренберг и Матеи публикуват своята вече класическа статия „Зависимост на синтеза на безклетъчен протеин в E. Coli от естествени по произход или синтетични полирибонуклеотиди“ в Сборника на Националната академия на науките на САЩ. Същия месец Ниренберг представя версия на своите открития относно експериментите с поли-U пред малка група от около тридесет учени на Международния конгрес по биохимия в Москва. Матю Мезелсън, американски учен генетик, който е сред групата, спонтанно прегръща Ниренберг в края на доклада и след това разказва на Франсис Крик за резултатите на Ниренберг. Крик кани Ниренберг да повтори изложението си на следващия ден пред много по-голяма публика. Говорейки пред събралия се конгрес от повече от хиляда души, Ниренберг наелектризира научната общност. Той бързо привлича голямо научно внимание към своите експерименти.
В началото на 60-те години на XX век Ниренберг синтезира полиурацилова киселина (молекула на РНК, съдържаща само един нуклеотид – урацил) и я използва като матрична РНК. След това откритие експериментите със синтетична РНК са разширени, и са разшифровани кодоните за лизина, пролина. Впоследствие трибуквеното означение на кодона става своего рода парадигма. С помощта на всеки от четирите нуклеотида, имащи място в трибуквената система на кодона, Ниренберг бързо доказва, че съществуват 64 възможни комбинации (4 x 4 x 4) на трибуквени кодони. През 1966 г. Ниренберг разшифрова всички кодони на РНК за всичките двадесет природни аминокиселини.
В разговор през 1967 г. Ниренберг характеризира РНК как „робот“, целта на който се състои в това, да се подчинява на командите на ДНК и да изпълнява жизнените генетични инструкции. „Човекът, отбелязва Ниренберг, сега разбира езика на една цивилизация, която е написала доста основни съобщения във форма, разбираема за роботите, и чрез такива текстове комуникира директно с робота. Роботите четат и искрено следват инструкциите“.
През 1968 г. Ниренберг получава Нобеловата награда за физиология или медицина за неговата работа по „интерпретация на генетичния код и неговите функции в синтеза белтъка“. Той споделя наградата с Робърт Холи и Хар Гобинд Корана.

### Невробиология, 1965 – 1969
От 1965 г. Ниренберг започва да изучава невробиология по аналогия с молекулярната биология. Ниренберг изучава невронните кодове, използвайки концептуалните и експериментални научни подходи, които са били успешни в работата му с генетичния код. Той търси общи правила за кодиране: стреми се да идентифицира основните единици информация, търси цялостната логика на системата и веднага започна да мисли какви биологични системи може да използва, за да изучава невронната мрежа и нейния код.
Ниренберг разглежда различни аспекти на невронния код повече от година, но разсъжденията му така и не се превръщат в публикация.

### Изследване на невробластома, 1967 – 1976
Изследването на Ниренберг на невробластома е едно от първите, при които невробиолозите използват тъканна култура като експериментален метод, който сега е често срещан в тази област. Ниренберг успява да отглежда специфични клетъчни линии въз основа на характеристики като колко бързо растат невроните, колко чувствителни са към морфин или как невроните синтезират даден невротрансмитер. Ниренберг и Филип Нелсън отглеждат голямо разнообразие от клетъчни линии и дори създават клетъчна банка за съхранение на различни щамове.
В началото на 70-те Ниренберг използва невробластомната система, също и да изследва ефектите на морфина върху нервната система. Заедно с Вернер Кли той създава клетъчна линия на невробластома, характеризираща се с необичайно висок процент морфинови рецептори. Ниренберг и Кли откриват, че за да регулира намаляването на количеството аденилат циклаза, мозъкът я отделя много повече от обикновено. Ако морфиновата стимулация бъде премахната, повишените нива на освобождаване на аденилат циклаза насърчават натрупването на това вещество в мозъка.
Ниренберг изучава невробластома повече от десетилетие. Моделната система му дава универсален инструмент за изследване на сложните характеристики на нервната система. Струва си да се подчертае, че системата на невробластома позволява на Ниренберг да използва много концептуални и методологични подходи от биохимията и молекулярната биология в изцяло нова област на изследване.
По-късните изследвания на Ниренберг се фокусират върху невронауката, развитието на нервната система и хомеобоксните гени.